# Coupe des clubs champions européens de handball 1959-1960
Navigation
Coupe des clubs champions 1958-1959 Coupe des clubs champions 1961-1962
La Coupe des clubs champions européens 1959-1960 met aux prises 15 équipes européennes. Il s’agit de la 3e édition de la Coupe des clubs champions européens masculin de handball, organisée par la Fédération internationale de handball (IHF). 
Le vainqueur est le club ouest allemand du Frisch Auf Göppingen.

## Participants
- Frisch Auf Göppingen : Champion d'Allemagne de l'ouest
- OC Flémallois Champion de Belgique
- AGF Aarhus : Champion du Danemark
- HB Eschois Fola :Champion du Luxembourg
- Paris UC : Champion de France
- Union Helsinki : Champion de Finlande
- IK Fredensborg Oslo : ?
- TV Aalsmeer :  Champion des Pays-Bas
- Sparta Katowice : Champion de Pologne
- FC Porto : Champion du Portugal
- Dinamo Bucarest : Champion de Roumanie
- Redbergslids IK  Champion de Suède et tenant du titre
- BTV Saint-Gall : Champion de Suisse
- HC Dukla Prague Champion de Tchécoslovaquie
- RK Borac Banja Luka : Champion de Yougoslavie

À noter que le Redbergslids IK est directement qualifié pour les quarts de finale, probablement en tant que tenant du titre.

## Tour préliminaire
La commission technique de la Fédération internationale de handball a donné son accord au calendrier de la Coupe d’Europe des clubs de handball à VII que lui avait présenté la Fédéra tion française, le premier tour devant être disputé entre la fin novembre et le 8 décembre 1959 : 
| Équipe 1             | Résultat           | Équipe 2            |
| -------------------- | ------------------ | ------------------- |
| Frisch Auf Göppingen | Forfait            | Union Helsinki      |
| TV Aalsmeer          | 17 – 13            | BTV Saint-Gall      |
| Sparta Katowice      | 13 – 13ap 11 – 14* | Dinamo Bucarest     |
| HC Dukla Prague      | 31 – 19            | RK Borac Banja Luka |
| Aarhus GF af 1880    | 24 – 11            | Fredensborg/Ski BK  |
| FC Porto             | 21 – 11            | OC Flémallois       |
| HB Eschois Fola      | 12 – 15            | Paris UC            |

* Le premier match s'étant terminé sur un match nul 13-13 après prolongation le 21 novembre 1959 à Katowice, un second match a été organisé le 20 décembre à match a Bucarest et remporté par le Dinamo.

## Phase finale
| \| Göteborg Göppingen Prague Bucarest Aalsmeer Aarhus Paris Porto \| Localisation des équipes en phase finale. |
| Göteborg Göppingen Prague Bucarest Aalsmeer Aarhus Paris Porto                                                 |

|  | Quarts de finale     | Quarts de finale     | Quarts de finale | Quarts de finale |                      |                      | Demi-finales | Demi-finales | Demi-finales | Demi-finales |  |  | Finale               | Finale | Finale | Finale |
|  |                      |                      |                  |                  |                      |                      |              |              |              |              |  |  |                      |        |        |        |
|  |                      |                      |                  |                  |                      |                      |              |              |              |              |  |  | 12 mars 1960 - Paris |        |        |        |
|  |                      |                      |                  |                  |                      |                      |              |              |              |              |  |  |                      |        |        |        |
|  | Frisch Auf Göppingen | Frisch Auf Göppingen | 27               | 27               |                      |                      |              |              |              |              |  |  |                      |        |        |        |
|  | Frisch Auf Göppingen | Frisch Auf Göppingen | 27               | 27               |                      |                      |              |              |              |              |  |  |                      |        |        |        |
|  | TV Aalsmeer          | TV Aalsmeer          | 12               | 12               |                      |                      |              |              |              |              |  |  |                      |        |        |        |
|  | TV Aalsmeer          | TV Aalsmeer          | 12               | 12               | Frisch Auf Göppingen | Frisch Auf Göppingen | 10           | 10           |              |              |  |  |                      |        |        |        |
|  |                      |                      |                  |                  | Frisch Auf Göppingen | Frisch Auf Göppingen | 10           | 10           |              |              |  |  |                      |        |        |        |
|  |                      |                      | Dinamo Bucarest  | Dinamo Bucarest  | 8                    | 8                    |              |              |              |              |  |  |                      |        |        |        |
|  | Dinamo Bucarest      | Dinamo Bucarest      | Dinamo Bucarest  | Dinamo Bucarest  | 8                    | 8                    | 23           | 23           |              |              |  |  |                      |        |        |        |
|  | Dinamo Bucarest      | Dinamo Bucarest      |                  |                  |                      |                      |              | 23           |              |              |  |  |                      |        |        |        |
|  | HC Dukla Prague      | HC Dukla Prague      | 22               | 22               |                      |                      |              |              |              |              |  |  |                      |        |        |        |
|  | HC Dukla Prague      | HC Dukla Prague      | 22               | 22               | Frisch Auf Göppingen | Frisch Auf Göppingen | 18           | 18           |              |              |  |  |                      |        |        |        |
|  |                      |                      |                  |                  | Frisch Auf Göppingen | Frisch Auf Göppingen | 18           | 18           |              |              |  |  |                      |        |        |        |
|  |                      |                      | AGF Aarhus       | AGF Aarhus       | 13                   | 13                   |              |              |              |              |  |  |                      |        |        |        |
|  | AGF Aarhus           | AGF Aarhus           | AGF Aarhus       | AGF Aarhus       | 13                   | 13                   | 17           | 17           |              |              |  |  |                      |        |        |        |
|  | AGF Aarhus           | AGF Aarhus           |                  |                  |                      |                      |              |              |              |              |  |  |                      |        |        |        |
|  | Redbergslids IK      | Redbergslids IK      | 16               | 16               |                      |                      |              |              |              |              |  |  |                      |        |        |        |
|  | Redbergslids IK      | Redbergslids IK      | 16               | 16               | AGF Aarhus           | AGF Aarhus           | 20           | 20           |              |              |  |  |                      |        |        |        |
|  |                      |                      |                  |                  | AGF Aarhus           | AGF Aarhus           | 20           | 20           |              |              |  |  |                      |        |        |        |
|  |                      |                      | Paris UC         | Paris UC         | 10                   | 10                   |              |              |              |              |  |  |                      |        |        |        |
|  | Paris UC             | Paris UC             | Paris UC         | Paris UC         | 10                   | 10                   | 18           | 18           |              |              |  |  |                      |        |        |        |
|  | Paris UC             | Paris UC             |                  |                  |                      |                      |              | 18           |              |              |  |  |                      |        |        |        |
|  | FC Porto             | FC Porto             | 13               | 13               |                      |                      |              |              |              |              |  |  |                      |        |        |        |
|  | FC Porto             | FC Porto             | 13               | 13               |                      |                      |              |              |              |              |  |  |                      |        |        |        |
|  |                      |                      |                  |                  |                      |                      |              |              |              |              |  |  |                      |        |        |        |

### Quarts de finale
| Équipe 1             | Résultat | Équipe 2        |
| -------------------- | -------- | --------------- |
| Frisch Auf Göppingen | 27 – 12  | TV Aalsmeer     |
| Dinamo Bucarest      | 23 – 22  | HC Dukla Prague |
| AGF Aarhus           | 17 – 16  | Redbergslids IK |
| Paris UC             | 18 – 13  | FC Porto        |

### Demi-finales
| Équipe 1             | Résultat | Équipe 2        |
| -------------------- | -------- | --------------- |
| Frisch Auf Göppingen | 10 – 8   | Dinamo Bucarest |
| AGF Aarhus           | 20 – 10  | Paris UC        |

### Finale
La finale a été disputée sur une seule rencontre, le samedi 12 mars 1960, à Paris en France.
| Équipe 1             | Résultat | Équipe 2   |
| -------------------- | -------- | ---------- |
| Frisch Auf Göppingen | 18 – 13  | AGF Aarhus |

## Le champion d'Europe
| Champion d'Europe - Coupe des clubs champions 1959-1960 Frisch Auf Göppingen 1er titre |